# Daniel Jansen Van Doorn
Daniel Jansen Van Doorn (ur. 21 marca 1990 w Langley) – kanadyjski siatkarz, grający na pozycji środkowego, reprezentant Kanady. 

## Sukcesy klubowe
Canada West Mens Volleyball:
- 2012
- 2010, 2013
- 2011

U Sports Championship:
- 2011, 2012
- 2010

Puchar CEV:
- 2017[1]

Superpuchar Francji:
- 2017

Wicemistrzostwo Francji:
- 2018

Mistrzostwo Finlandii:
- 2019

Superpuchar Belgii:
- 2019

Puchar Belgii:
- 2020

## Sukcesy reprezentacyjne
Mistrzostwa Ameryki Północnej, Środkowej i Karaibów:
- 2015
- 2017, 2019

Liga Światowa:
- 2017[2][3]

## Nagrody indywidualne
- 2012: Najlepszy blokujący Pucharu Panamerykańskiego U-23
- 2015: Najlepszy środkowy Mistrzostw Ameryki Północnej, Środkowej i Karaibów